# Langstaartzijdevliegenvanger
De langstaartzijdevliegenvanger (Ptiliogonys caudatus) is een zangvogel uit de familie Ptiliogonatidae (zijdevliegenvangers).

## Verspreiding en leefgebied
Deze soort komt voor in Costa Rica en westelijk Panama.